# Самуэль, Ямиле
Ямиле Сара Самуэль (нидерл. Jamile Sara Samuel; род. 24 апреля 1992, Амстердам, Нидерланды) — нидерландская легкоатлетка, специализирующаяся в беге на короткие дистанции. Чемпионка Европы 2016 года в эстафете 4×100 метров. Многократный призёр чемпионатов мира и Европы среди юниоров. Четырёхкратная чемпионка Нидерландов. Участница летних Олимпийских игр 2012 и 2016 года.

## Биография
Спринтерский талант Ямиле Самуэль раскрылся довольно рано. В 2007 году она стала серебряным призёром чемпионата страны в беге на 200 метров: в тот момент ей было всего 15 лет, победительница была старше неё на 12 лет. Свой первый национальный титул выиграла в 2009 году, в 16 лет, когда стала лучшей на дистанции 60 метров.
Неоднократно становилась призёром международных соревнований среди юниоров. На чемпионатах Европы для спортсменов до 20 лет выиграла бронзу в эстафете в 2009 году, стала двукратным серебряным призёром на дистанциях 100 и 200 метров два года спустя. На чемпионате мира среди юниоров 2010 года выиграла три бронзовые медали: в беге на 100, 200 метров и в эстафете 4×100 метров.
На взрослом уровне первую награду завоевала на европейском первенстве 2012 года, где стала второй в эстафете с национальным рекордом 42,80. Участвовала в Олимпийских играх в Лондоне. В составе сборной Нидерландов бежала в финале эстафеты, где заняла шестое место.
На чемпионате Европы 2014 года финишировала шестой на дистанции 200 метров.
В 2015 году на чемпионате мира после дисквалификации в предварительном забеге на 100 метров в очередной раз вместе с командой обновила национальный рекорд в эстафете (42,32), благодаря чему нидерландские девушки с четвёртым результатом отобрались в финал. В решающем забеге они были в числе лидеров до заключительной передачи эстафетной палочки, где Самуэль ошиблась, выбежав из отведённого коридора. Решением судей сборная Нидерландов была дисквалифицирована.
Остановилась в одном шаге от выхода в финал чемпионата мира в помещении 2016 года, заняв 9-е место по итогам полуфинальных забегов на 60 метров.
Заняла четвёртое место на дистанции 200 метров на чемпионате Европы в Амстердаме, а в эстафете стала чемпионкой Старого Света.
Выступала на Олимпийских играх 2016 года. В личном виде не прошла в полуфинал бега на 200 метров, а в эстафете 4×100 метров с 10-м результатом в предварительных забегах осталась вне финала.

## Основные результаты
| Год  | Турнир                          | Место проведения         | Дисциплина       | Место       | Результат |
| ---- | ------------------------------- | ------------------------ | ---------------- | ----------- | --------- |
| 2008 | Чемпионат мира среди юниоров    | Быдгощ, Польша           | 100 м            | 16-е (1/2)  | 11,79     |
| 2008 | Чемпионат мира среди юниоров    | Быдгощ, Польша           | 200 м            | 6-е         | 23,76     |
| 2008 | Чемпионат мира среди юниоров    | Быдгощ, Польша           | эстафета 4×100 м | 12-е (заб.) | 45,21     |
| 2009 | Чемпионат Европы среди юниоров  | Нови-Сад, Сербия         | 100 м            | 11-е (1/2)  | 12,05     |
| 2009 | Чемпионат Европы среди юниоров  | Нови-Сад, Сербия         | эстафета 4×100 м | 3-е         | 45,88     |
| 2010 | Чемпионат мира среди юниоров    | Монктон, Канада          | 100 м            | 3-е         | 11,56     |
| 2010 | Чемпионат мира среди юниоров    | Монктон, Канада          | 200 м            | 3-е         | 23,27     |
| 2010 | Чемпионат мира среди юниоров    | Монктон, Канада          | эстафета 4×100 м | 3-е         | 44,09     |
| 2010 | Чемпионат Европы                | Барселона, Испания       | эстафета 4×100 м | 14-е (заб.) | 44,70     |
| 2011 | Чемпионат Европы среди юниоров  | Риети, Италия            | 100 м            | 2-е         | 11,43     |
| 2011 | Чемпионат Европы среди юниоров  | Риети, Италия            | 200 м            | 2-е         | 23,31     |
| 2011 | Чемпионат Европы среди юниоров  | Риети, Италия            | эстафета 4×100 м | — (заб.)    | DQ        |
| 2011 | Чемпионат мира                  | Тэгу, Южная Корея        | эстафета 4×100 м | 8-е (заб.)  | 43,44     |
| 2012 | Чемпионат мира в помещении      | Стамбул, Турция          | 60 м             | 28-е (заб.) | 7,47      |
| 2012 | Чемпионат Европы                | Хельсинки, Финляндия     | 200 м            | 6-е         | 23,55     |
| 2012 | Чемпионат Европы                | Хельсинки, Финляндия     | эстафета 4×100 м | 2-е         | 42,80     |
| 2012 | Олимпийские игры                | Лондон, Великобритания   | эстафета 4×100 м | 6-е         | 42,70     |
| 2013 | Чемпионат Европы в помещении    | Гётеборг, Швеция         | 60 м             | 8-е (1/2)   | 7,26      |
| 2013 | Чемпионат Европы среди молодёжи | Тампере, Финляндия       | 100 м            | 24-е (заб.) | 12,08     |
| 2013 | Чемпионат Европы среди молодёжи | Тампере, Финляндия       | эстафета 4×100 м | 4-е         | 44,18     |
| 2013 | Чемпионат мира                  | Москва, Россия           | эстафета 4×100 м | 13-е (заб.) | 43,26     |
| 2014 | Чемпионат мира в помещении      | Сопот, Польша            | 60 м             | 23-е (1/2)  | 7,39      |
| 2014 | Командный чемпионат Европы      | Брауншвейг, Германия     | 100 м            | 2-е         | 11,42     |
| 2014 | Командный чемпионат Европы      | Брауншвейг, Германия     | эстафета 4×100 м | 1-е         | 42,95     |
| 2014 | Чемпионат Европы                | Цюрих, Швейцария         | 100 м            | 21-е (1/2)  | 11,54     |
| 2014 | Чемпионат Европы                | Цюрих, Швейцария         | 200 м            | 6-е         | 23,31     |
| 2014 | Чемпионат Европы                | Цюрих, Швейцария         | эстафета 4×100 м | —           | DNF       |
| 2015 | Чемпионат Европы в помещении    | Прага, Чехия             | 60 м             | 7-е         | 7,19      |
| 2015 | Чемпионат мира                  | Пекин, Китай             | 100 м            | — (заб.)    | DQ        |
| 2015 | Чемпионат мира                  | Пекин, Китай             | эстафета 4×100 м | —           | DQ        |
| 2016 | Чемпионат мира в помещении      | Портленд, США            | 60 м             | 9-е (1/2)   | 7,16      |
| 2016 | Чемпионат Европы                | Амстердам, Нидерланды    | 200 м            | 4-е         | 22,83     |
| 2016 | Чемпионат Европы                | Амстердам, Нидерланды    | эстафета 4×100 м | 1-е         | 42,04     |
| 2016 | Олимпийские игры                | Рио-де-Жанейро, Бразилия | 200 м            | 32-е (заб.) | 23,04     |
| 2016 | Олимпийские игры                | Рио-де-Жанейро, Бразилия | эстафета 4×100 м | 10-е (заб.) | 42,88     |